# Karate Kid II
Karate Kid II (ang. The Karate Kid Part II) – amerykański film obyczajowy z 1986 roku w reżyserii Johna G. Avildsena, będący drugą częścią serii filmów Karate Kid.
Film otrzymał mieszane oceny od krytyków. Serwis Rotten Tomatoes przyznał mu wynik 42%.

## Obsada
- Ralph Macchio – Daniel LaRusso
- Pat Morita – Kesuke Miyagi
- Pat E. Johnson – sędzia
- Bruce Malmuth – spiker
- Martin Kove – John Kreese
- William Zabka – Johnny Lawrence
- Ron Thomas – Bobby Brown
- Rob Garrison – Tommy
- Chad McQueen – Dutch
- Tony O’Dell – Jimmy
- Danny Kamekona – Sato Toguchi
- Yuji Okumoto – Chozen Toguchi
- Joey Miyashima – Toshio
- Marc Hayashi – Taro
- Nobu McCarthy – Yukie
- Tamlyn Tomita – Kumiko
- Charlie Tanimoto – ojciec Miyagiego

i inni

## Fabuła
Kesuke Miyagi (Pat Morita), mistrz karate, dowiaduje się, że jego ojciec (Charlie Tanimoto) jest umierający. Rusza więc do swojej rodzimej Okinawy. Towarzyszy mu jego uczeń Daniel LaRusso (Ralph Macchio). Na miejscu chłopak zakochuje się w pięknej Kumiko (Tamlyn Tomita). Także Miyagi znajduje swoją dawną ukochaną, Yukie (Nobu McCarthy). Przed laty z powodu miłości do niej poróżnił się ze swoim najlepszym przyjacielem, Sato Toguchim (Danny Kamekona). Tymczasem Daniel niezamierzenie popada w konflikt z siostrzeńcem Sato, Chozenem (Yuji Okumoto), który wraz ze swoimi przyjaciółmi, Toshio (Joey Miyashima) i Taro (Marc Hayashi), zaczyna go prześladować.

## Nagrody i nominacje

### Oscary za rok 1986
- Najlepsza piosenka – Glory of Love – muz. Peter Cetera, David Foster; sł. Peter Cetera, Diane Nini (nominacja)

### Złote Globy 1986
- Najlepsza piosenka – Glory of Love – muz. Peter Cetera, David Foster; sł. Peter Cetera, Diane Nini (nominacja)